# Prvo proročanstvo Sybill Trelawney (Harry Potter)
"Dolazi onaj koji ima moć da uništi Gospodara tame... Dijete roditelja koji su se triput suprotstavili Gospodaru tame, rođen dok umire sedmi mjesec... i Gospodar tame će ga obilježiti kao sebi ravnoga, no on će posjedovati moć koju Gospodar tame ne poznaje... jedan mora umrijeti od ruke drugoga, jer obojica istovremeno živjeti ne mogu.... onaj koji ima moć da uništi Gospodara tame rodit će se dok umire sedmi mjesec..."
— Proročanstvo Sybill Trelawney izrečeno Albusu Dumbledoreu

Prvo proročanstvo Sybill Trelawney, ponekad znano kao Proročanstvo, odnosi se na proročanstvo koje je izrekla Sybill Trelawney Albusu Dumbledoreu u pubu Veprova glava 1980. godine. Proročanstvo se odnosilo na dječaka rođenog krajem srpnja, koji ima moć pobijediti Lorda Voldemorta (što je Voldemort protumačio da znači Harry Potter).

## Povijest

### Nastanak
Albus Dumbledore: "Razbijena kugla samo je zapis proročanstva koji čuva Odjel tajni. Ali proročanstvo je bilo izrečeno pred svjedokom, a on ga se može sjetiti do u najsitniji detalj."
Harry Potter: "Tko ga je čuo?" upita Harry, uvjeren da već zna odgovor.
Albus Dumbledore: "Ja", reće Dumbledore. "Jedne hladne, kišne noći prije šesnaest godina, u sobi iznad bara u Veprovoj glavi. Otišao sam se tamo naći s kandidatkinjom za mjesto učiteljice Proricanja sudbine, iako sam bio vrlo nesklon da uopće dopustim daljnje predavanje tog predmeta u školi. [...]"
— Albus Dumbledore se prisjeća večeri kad je čuo proročanstvo
Proročanstvo govori o dolasku dječaka koji ima moć uništiti Lorda Voldemorta. Proročanstvo je nastalo dok je Trelawney bila na intervjuu za mjesto predavača Proricanja sudbine u Školi vještičarenja i čarobnjaštva Hogwarts. Dumbledore, razočaran njenom izvedbom, već je htio otići kad je Trelawney pala u trans i izrekla proročanstvo. U proročanstvu, Trelawney daje sljedeće detalje o dječaku iz proročanstva koji je sposoban (ali ne nužno uspješan) pobijediti Gospodara tame:
- Muškog je spola
- Rođen je u završnim danima mjeseca srpnja 1980., godine kad je proročanstvo izrečeno.
- Roditelji su mu se triput suprotstavili Voldemortu i preživjeli.
- Imat će moć koju Voldemort ne može ili ne želi razumjeti.
- Ako se gornji uvjeti odnose na više osoba, sam Voldemort će odlučiti na koga se ukupno proročanstvo odnosi.

Aberforth Dumbledore, vlasnik krčme Veprova glava, uhvatio je Severusa Snapea, koji je tad radio za Lorda Voldemorta, kako prisluškuje Trelawney i Dumbledorea, pa je izbačen iz krčme. Snape se tad vratio Voldemortu i ispričao mu dio proročanstva koji je uspio čuti.

### Voldemortova reakcija
""Voldemort vas je pokušao ubiti kad ste bili dijete zbog proročanstva izrečenog malo prije vašeg rođenja. Znao je za postojanje proročanstva, ali ne i cijeli njegov sadržaj. Odlučio je ubiti vas dok ste još novorođenče, uvjeren da tako ispunjava proročanstvo. Otkrio je da se prevario kad mu se vlastita kletva obila o glavu. Nakon što se vratio u svoje tijelo, a osobito nakon vašeg čudesnog bijega prošle godine, odlučio je da mora čuti cijelo proročanstvo. To je oružje za kojim je tako revno tragao otkako se vratio: informaciju o tome kako da vas uništi."
—Albus Dumbledore raspravlja o Voldemortu i proročanstvu s Harryjem Potterom

S obzirom na to da je Snape otkriven prije no što je čuo cijelo proročanstvo, Voldemort je dobio samo djelomičan sadržaj. Znao je da dva dječaka ispunjavaju uvjete proročanstva: Harry Potter i  Neville Longbottom, rođen 30. srpnja 1980., čiji su roditelji Aurori koji su se, poput Jamesa i Lily Potter, triput sukobili s Voldemortom.
Voldemort je odabrao Harryja kao metu, koji je, poput njega, polutan (otac čarobnjak, majka bezjačkog podrijetla), umjesto čistokrvnog Nevillea. Odabrao ga je jer je vjerovao da mu je Harry najopasniji, i jer je našao sebe u dječaku i prije nego što ga je vidio. Označio ga je ožiljkom u obliku munje i nije ga ubio, već mu je dao moći i budućnost, koje su Harryju omogućile da pobjegne Voldemortu četiri puta, što ni Harryjevi ni Nevilleovi roditelji nisu uspjeli.
Šokiran Voldemortovom odlukom, Snape odlazi Dumbledoreu i objašnjava mu kako Gospodar tame lovi Pottere kako bi im ubio dijete. Snape također priznaje svoju dugoročnu ljubav prema Harryjevoj majci, Lily, te nudi Dumbledoreu svoju vjernost u zamjenu za njenu sigurnost. Snape je od tada vjeran dvojici gospodara, međusobnim neprijateljima.

#### Smrt Pottera
"Razvalio je vrata, odbacujući stolac i na brzinu nabacane kutije jednim lijenim trzajem štapića... stajala je pred njim's djetetom u naručju. Kad ga je ugledala, sina je stavila u krevetić iza sebe i raskrilila ruke, kao da će joj to pomoći, kao da se nada da će zakrivanjem sinova tijela ona postati Izabrana... "Ne Harryja, ne Harryja, molim vas, samo ne Harryja!" "Makni se u stranu, glupačo... smjesta se makni u stranu." "Ne Harryja, molim vas nemojte, uzmite mene, ubijte mene umjesto njega..." "Posljednji put te upozoravam..." "Ne Harryja! Molim vas... imajte milosti... imajte milosti... Ne Harryja! Ne Harryja! Molim vas... sve ću učiniti..."
"Makni se u stranu. Makni se u stranu, mala!"
Mogao ju je od krevetića udaljiti i silom, no činilo mu se da bi bilo razboritije sve ih likvidirati...
— Lily Potter stoji između Lorda Voldemorta i svog sina
Nakon mjeseci traženja, Voldemort je napokon otkrio gdje su Lily i James, kao i da koriste čaroliju Fidelius da se sakriju. Uz pomoć Petera Pettigrewa, Jamesova i Lilyina dugogodišnjeg prijatelja i Čuvara tajne, Voldemort im ulazi u kuću u Godricovu Dolu, gdje ubija Jamesa, Lily, i pokušava ubiti Harryja. Voldemortova kletva se odbija u njega, uništava mu tijelo, cijepa mu dušu, i osmi komadić duše ulazi u jedino živo biće u prostoriji, samog Harryja.
Lily Potter se žrtvovala za svog sina iz nesebične ljubavi, te mu je svojom smrću dala čarobnu obranu od Voldemorta. Dumbledore je produbio tu čaroliju poslavši Harryja da živi sa svojom jedinom rođakinjom, Petunijom Dursley, Lilynom biološkom sestrom. Lilyna zaštita se prekida na Harryjev 17. rođendan, ili prije ako Harry zauvijek ode iz Kalinina prilaza 4. Zaštita je prekinuta, radi nepredvidivosti, 27. srpnja 1997., četiri dana prije Harryjeva 17. rođendana.

### Uništenje zapisa proročanstva
Lucius Malfoy: "Nisi li se oduvijek pitao koja je povezanost tebe i Gospodara tame. Zašto te nije uspio ubiti dok si bio samo dojenće. Ne želiš li znati tajnu svoga ožiljka. Svi odgovori su ovdje, Potteru, u tvojoj ruci. Samo mi daj proročanstvo, i sve ću ti pokazati."
Harry Potter: "Čekao sam četrnaest godina [...]"
Lucius Malfoy: "Znam."
Harry Potter: "Mogu čekati još malo. SADA!"
— Lucius Malfoy nagovara Harryja da mu preda proročanstvo u 1996.
Voldemort je želio čuti proročanstvo jer je vjerovao da će mu ono otkriti kako da izbjegne svoju sudbinu i ubije Harryja, ali jedine osobe koje su mogle pristupiti zapisima proročanstva u Dvorani proročanstava u Odjelu tajni britanskoga Ministarstva magije bile su osobe na koje se proročanstvo odnosilo - Harry i Voldemort.
Voldemort se nije želio prikazati u javnosti jer je Ministarstvo, prikladno, negiralo sve dokaze o njegovu povratku. Stoga je iskoristio legilimenciju kako bi Harryju pokazao ulaz u Dvoranu proročanstava u snovima, oslanjajući se na Harryjevu znatiželju, no to nije uspjelo jer Harry nije bio svjestan da postoji proročanstvo. Naredio je Luciusu Malfoyu da mu dobavi proročanstvo, pa je Malfoy stavio kletvu Imperius na Sturgisa Podmorea i Brodericka Bodea, zaposlenike u Odjelu tajni, što nije uspjelo; Sturgis je uhvaćen i poslan u Azkaban, dok je Bode pokušao iznijeti proročanstvo, a s obzirom na to da nije bilo o njemu, zadobio je teške mentalne ozljede i poslan je u bolnicu Sv. Mungo. Tamo ga je ugušila Đavolja zamka koju su mu Smrtonoše smjestile kako ne bi progovorio.
Prilika se ukazala kad je Sirius Black otjerao obiteljskog kućnog vilenjaka, Kreachera iz kuće, pa je Kreacher otišao Malfoyevima. Iako spriječen u odavanju informacija o Redu zbog čarolije Fidelius, Kreacher im je ipak rekao kako su Sirius i Harry veoma bliski. Gospodar tame je tada legilimencijom Harryju poslao viziju kako Voldemort mući Siriusa u Odjelu tajni, računajući da će Harry pokušati spasiti Siriusa, što se i dogodilo: Harry, Ron, Hermiona, Neville, Ginny, i Luna idu u Ministarstvo magije kako bi spasili Siriusa, no kad stignu, Siriusa nema. Ron pronalazi proročanstvo u 97. redu s Harryjevim imenom. Na naljepnici piše:
S.P.T PRED A.P.W.B.D
Gospodar tame
i (?) Harry Potter
S.P.T su inicijali Sybill Patricia Trelawney, dok A.P.W.B.D stoji za inicijale Albus Percival Wulfric Brian Dumbledore. Kad je proročanstvo izrečeno, stavljen je samo ? jer se nije znalo na koga se proročanstvo odnosi. Kad je Voldemort nestao nakon neuspjelog ubojstva Harryja Pottera, ime su Neizrecivci (osobe koje rade u Odjelu tajni) naknadno dopisali.
Smrtonoše čekaju dok Harry uzme proročanstvo, čime se diže zaštitna s njega, pa kreču u lov za Harryjem i njegovim prijateljima kroz Odjel tajni, pokušavajući prisvojiti proročanstvo. Tijekom bitke u Dvorani smrti, Neville je proročanstvo slučajno šutnuo i razbio.

### Harryjeva reakcija
Harry Potter i Albus Dumbledore su jedine osobe koje znaju pun opseg proročanstva. Proročanstvo je izdano pred Dumbledoreom, pa je to sjećanje pokazao Harryju uz pomoć Sita sjećanja. Harry ubrzo shvaća kako je Voldemort, pokušavajući zaustaviti ostvarivanje proročanstva, učinio upravo suprotno: 
"Da Voldemort nije ubio vašeg oca, bi li probudio u vama tako silnu želju za osvetom? Naravno da ne bi! Da nije natjerao vašu majku da se žrtvuje za vas, bi li vam dao magičnu zaštitu koju nije mogao probiti? Naravno da ne bi, Harry! Zar ne shvaćate? Voldemort je, kao i svi tirani na svijetu, sam stvorio svoga najgoreg neprijatelja! Imate li vi ikakvu ideju koliko tirani strahuju od ljudi koje tlače? Svi oni znaju da će se jednoga dana među njihovim brojnim žrtvama sigurno pojaviti jedna koja će ustati protiv njih i uzvratiti udarac! Ni Voldemort nije drugačiji! Uvijek je iščekivao osobu koja će mu baciti rukavicu u lice. Čuo je za proročanstvo i odmah stupio u akciju, čime nije samo osobno izabrao čovjeka koji ima najveću šansu da ga dokrajči, nego mu je dao i rijetko smrtonosno oružje!"
—Albus Dumbledore
Harry također shvaća kako proročanstvo utječe i na njegovu budućnost: dio koji kaže "jedan mora umrijeti od ruke drugoga, jer obojica istovremeno živjeti ne mogu" znači da će jedan drugoga morati ubiti. Unatoč tomu, Dumbledore razjašnjava kako Harry ne pokušava ubiti Voldemorta zbog proročanstva, već je Harry vrsta osobe koja ne može mirovati dok osoba koja mu je ubila roditelje, Cedrica, i nebrojene druge živi i ubija. Proročanstvo ne kaže da itko mora išta napraviti, no Voldemort se ravna po proročanstvu označavajući Harryja jednakim njemu, jer se tirani poput Voldemorta boje osoba koje ugnjetavaju. Iako Harry kaže značenje proročanstva Ronu Weasleyju i Hermioni Granger, nikad im ne kaže točne riječi proročanstva.

## Utjecaj
"Pokušavši vas ubiti, Voldemort je sam za protivnika odabrao iznimnu osobu koja upravo sjedi preda mnom i obdario je svim potrebnim oruđima za izvršenje zadatka! Voldemort si je sam kriv što ste mogli zaviriti u njegove misli i ambicije, kao što je zaslužan i za vaše razumijevanje zmijskog jezika kojim izdaje zapovijedi, a ipak, Harry, unatoč vašem povlaštenom uvidu u Voldemortov svijet (što je, usput, dar za koji bi svaki smrtonoša bio spreman ubiti), nikad vas nisu zavele mračne vještine, nikad ni na sekundu niste osjetili želju da se priklonite Voldemortu!"
—Albus Dumbledore, o utjecaju proročanstva na Harryjev život

Nakon što je Harry čuo potpuno proročanstvo u Dumbledoreovu uredu, morao je živjeti s činjenicom da će na kraju morati ubiti Voldemorta. Dnevni prorok je u javnost pustio tračeve o bitci u Ministarstvu, što je dovelo do toga da Harry u tisku dobiva nadimak "Izabrani". Harry je zaista "Izabrani" jer je Voldemort odlučio vjerovati da proročanstvo govori o Harryju, polutanu poput njega, sebi ravnomu. Harry je preživio Ubojitu kletvu jer se njegova majka žrtvovala za njega i dala mu zaštitiu od Voldemorta dok ne postane punoljetan (sa 17 godina). Tzv. Izabrani mora uništiti Voldemorta, ili biti uništen. Zajedno s Dumbledoreom, Harry otkriva tajnu Voldemortovih horkruksa, predmeta u koje je Voldemort sakrio dijelove svoje duše kako bi postao besmrtan, koji su bili ključni u njegovom porazu jednom zauvijek. Harry zna da proročanstvo znači kako je on jedini koji može zaustaviti Voldemorta, i da mu je suđeno pronaći i uništiti preostale horkrukse kako bi mogao ubiti Voldemorta.

Dumbledore objašnjava Harryju kako je Voldemort, pokušavajući ga ubiti, izdvojio jedinu osobu koja ga može poraziti, jer se ravnao po Trelawneyinom proročanstvu. Ne ispunjavaju se sva proročanstva, ali proročanstvo o porazu Gospodara tame ispunilo se upravo zato što je Gospodar tame djelovao po njemu kao vodilji. Također, Voldemort je Harryju predao i sredstva za posao. Voldemort je nakon Bitke u Odjelu tajni otkrio kako mu opsjedanje Harryja uzrokuje neizdrživu agoniju jer je Harry pun ljubavi, čiju moć Voldemort ne može razumjeti, jer se u žurbi sakaćenja svoje duše kako bi postao besmrtan, nikad nije zapitao kakva je moć cijele, neokaljane duše koja je sposobna za ljubav.
"No napokon je razumio što mu je Dumbledore pokušavao reći. Velika je razlika, pomislio je, između toga da te netko silom dovuče u arenu u kojoj se moraš boriti na život i smrt, nasuprot mogućnosti da sam uđeš u nju visoko uzdignute glave. Neki bi možda rekli da je u oba slučaja krajnji ishod isti, ali Dumbledore je znao - a i ja to znam, pomisli Harry, obuzet žestokim ponosom, kao što su i moji roditelji znali - da u tu razliku stane cijeli svijet."